# Ruta Nacional 381 (Japón)
La Ruta Nacional 381 (国道381号 Kokudō 381-gō?) es una ruta nacional que une las ciudades de Susaki (須崎市 Susaki-shi?) en la Prefectura de Kochi y Uwajima en la Prefectura de Ehime.

## Datos
- Distancia recorrida: 115,6 km
- Punto de inicio: Cruce con las rutas nacionales 56 y 197 en la Ciudad de Susaki.
- Punto final: Cruce con la Ruta Nacional 56 en la Ciudad de Uwajima.

## Localidades que atraviesa
- Prefectura de Kochi
  - Ciudad de Susaki
  - Pueblo de Nakatosa (中土佐町 Nakatosa-chō?) del Distrito de Takaoka (高岡郡 Takaoka-gun?)
  - Pueblo de Shimanto (四万十町 Shimanto-chō?) del Distrito de Takaoka
  - Ciudad de Shimanto (四万十市 Shimanto-shi?)

- Prefectura de Ehime
  - Pueblo de Matsuno
  - Pueblo de Kihoku
  - Ciudad de Uwajima

## Historia
- 1975: en abril pasa a ser ruta nacional.

## Principales empalmes
- Ruta Nacional 56 (Ciudad de Susaki, Pueblo de Shimanto, Ciudad de Uwajima)
- Ruta Nacional 197 (Ciudad de Susaki)
- Ruta Nacional 320 (Pueblo de Kihoku)
- Ruta Nacional 439 (Pueblo de Shimanto)
- Ruta Nacional 441 (Ciudad de Shimanto, Pueblo de Kihoku)